# Karel van der Leeuw
Karel L. van der Leeuw (Maastricht, 21 juli 1940 – Amsterdam, 31 juli 2015) was een Nederlands filosoof.

## Biografie
Karel van der Leeuw studeerde filosofie, Duits en klassiek Chinees aan de toenmalige Gemeentelijke Universiteit van Amsterdam. In 1979 werd hij als vakdidacticus en onderwijsadviseur aangenomen bij de faculteit Wijsbegeerte in Amsterdam. In 1988 promoveerde hij samen met Pieter Mostert op een proefschrift over filosofie-onderwijs. Philosophieren Lehren: Ein Modell für Planung, Analyse und Erforschung des einführenden Philosophieunterrichts.
Sinds eind jaren 80 verzorgde Van der Leeuw colleges over niet-westerse filosofie aan de UvA. Na zijn pensionering was hij lange tijd als gastdocent/gastonderzoeker verbonden aan het departement Wijsbegeerte van de faculteit der Geesteswetenschappen van de UvA. Zijn specialiteit was confucianisme. Ook was hij verbonden met de Stichting Filosofie Oost-West.
Van der Leeuw was medeoprichter van het Centrum voor Kinderfilosofie en de Europese Stichting voor Kinderfilosofie Sophia.